# Děčín
Děčín (niem. Tetschen, 1942–1945 Tetschen-Bodenbach, 1945 Děčín-Podmokly) – miasto statutarne w Górach Połabskich, w północno-zachodnich Czechach, w kraju usteckim, u ujścia Ploucznicy do Łaby, siedziba powiatu Děčín.  
Miasto utworzono w 1942, z połączenia leżącego na prawym brzegu Łaby Děčína (niem. Tetschen) i lewobrzeżnego miasta Podmokly (niem. Bodenbach).
Na początku 2024 roku, z liczbą mieszkańców wynoszącą niemal 47 tys., Děčín zajmował dwudzieste drugie miejsce pod względem liczby ludności w Czechach.
Występuje tu przemysł maszynowy, młynarski, chemiczny, poligraficzny, materiałów budowlanych, stocznia rzeczna, huta aluminium, zakłady włókiennicze, cukrownia. Miasto jest również portem rzecznym, węzłem kolejowym i drogowym.
Jest również ośrodkiem turystycznym związanym z miejscowymi (via ferraty Pastýřská stěna, rejsy statkami po Łabie) i pobliskimi atrakcjami (Czeska Szwajcaria, Łabskie Piaskowce – Tiské stěny, Děčínský Sněžník). Znajduje się tutaj zamek (XII, XVI–XVIII w., patrz niżej), późnogotycki most (XV w.), barokowy kościół, secesyjna synagoga oraz zabudowa renesansowa, barokowa i klasycystyczna.
Zamek w Děčínie wraz z rozległymi dobrami, pomiędzy pasmami Sudetów i Rudaw, stanowił od 1628 do 1932 własność arystokratycznego austriackiego rodu Thun-Hohenstein.

## Demografia
Dane demograficzne za rok 2022 i 2024.
| Rok             | 2022   | 2024   |
| --------------- | ------ | ------ |
| Liczba ludności | 47 029 | 46 799 |
| Liczba mężczyzn | 22 945 | 22 839 |
| Liczba kobiet   | 24 084 | 23 960 |

## Galeria

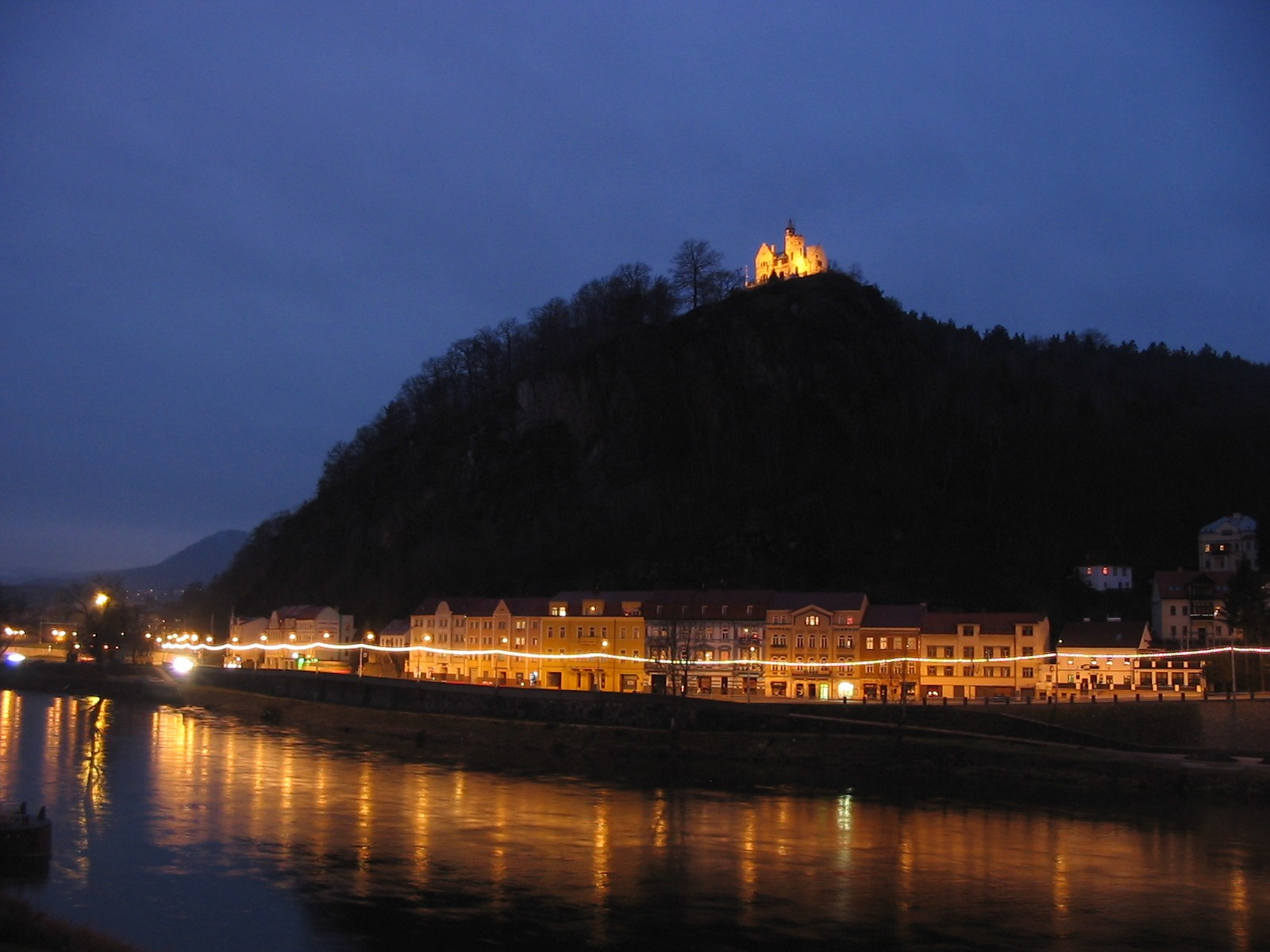
Děčín-Podmokly – Pastýřská stěna i nabrzeże Łaby
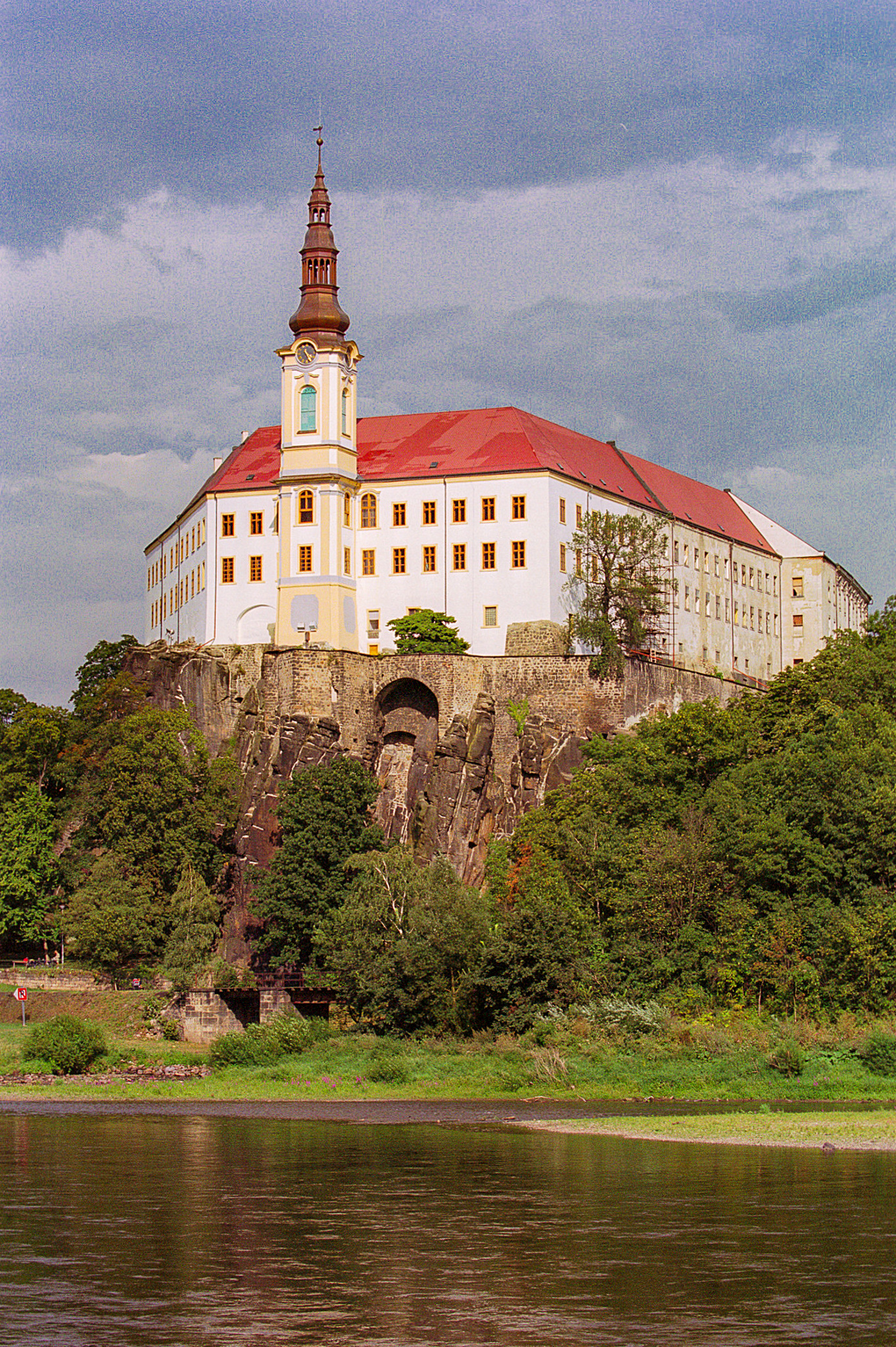
Zamek
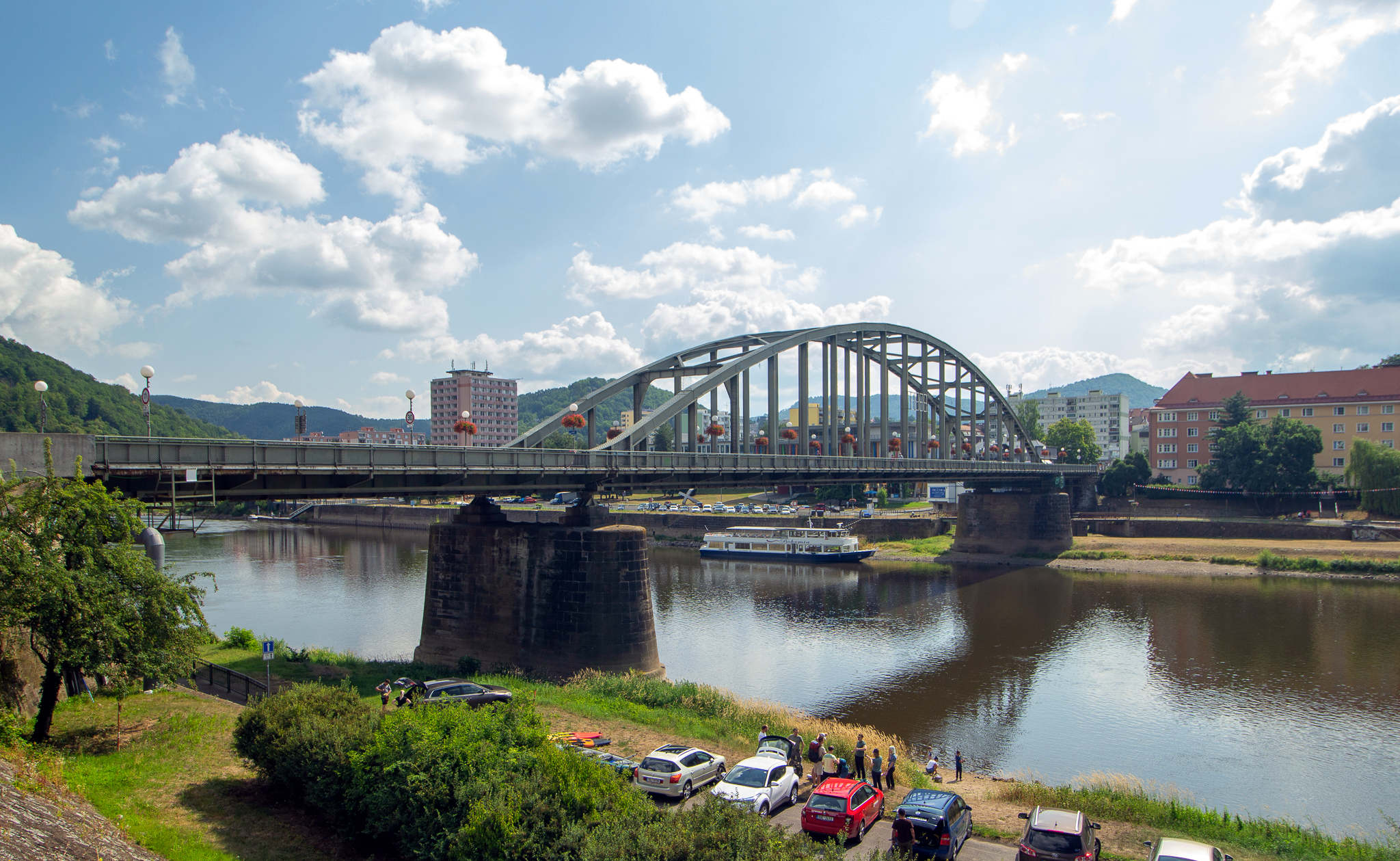
Tyršův most
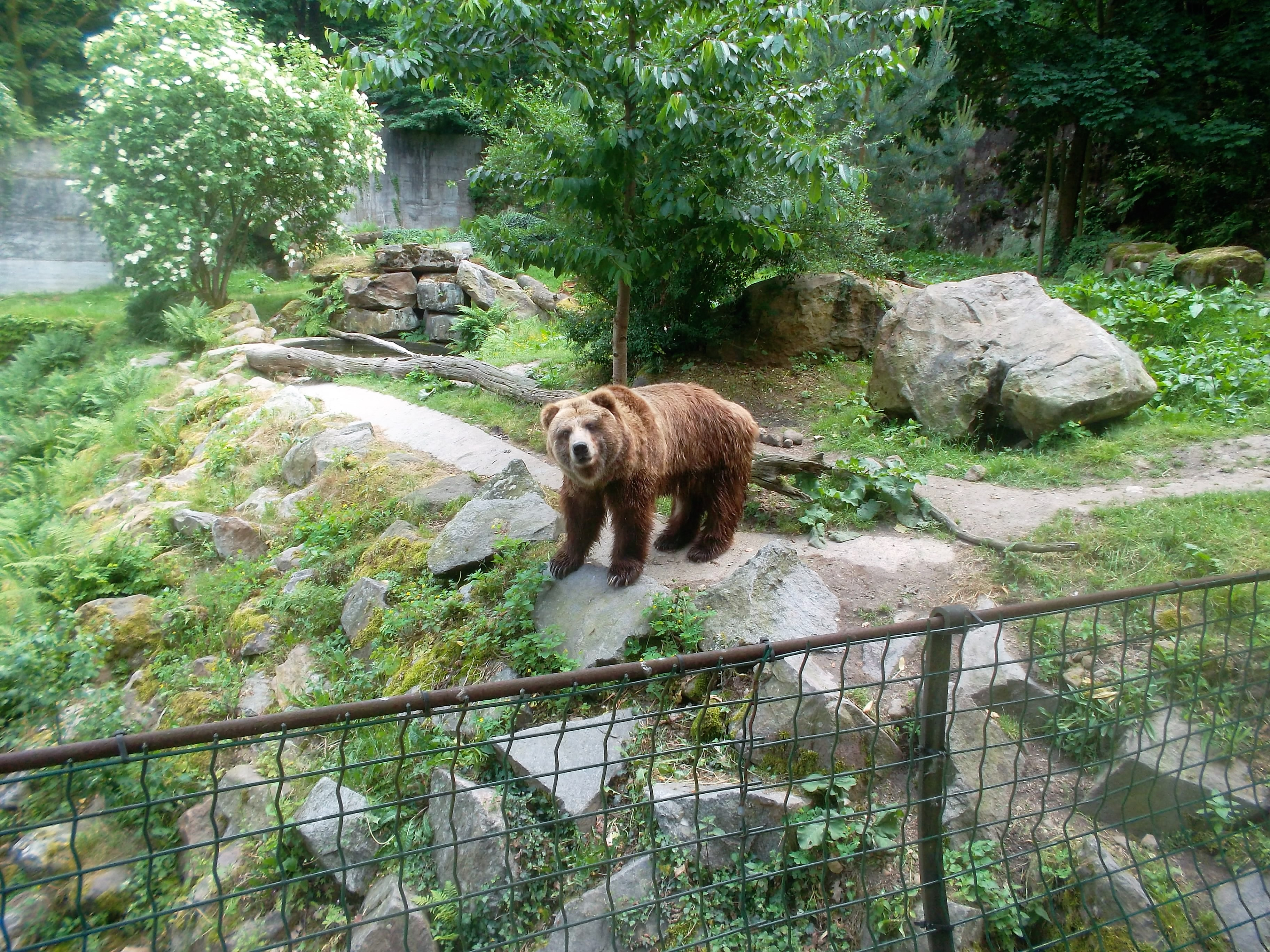
Ogród zoologiczny